# Râul Copăcioasa, Berivoi
Râul Copăcioasa este un afluent al râului Berivoi. 